# Тоган-шах (малік Хорасану)
Тоган-шах (*д/н — 1092) — малік Великого Хорасану у 1083—1092 роках.

## Життєпис
Походив з династії Сельджукидів. Син султана Алп-Арслана. При народженні отримав ім'я огузів Тоган-шах та мусульманське — Абу'л-Фазл.
Про нього відомо замало, відсутні відомості, що очолював якісь військові кампанії. Втім за якісь досягнення отримав почесний титул Шамс аль-Даула («Сонце держави»). У 1083 році після смерті брата Арслан-шаха призначений маліком Великого Хорасану. Своєю резиденцією обрав місто Герат.
У 1084 році проти нього виступив інший брат — Текіш, емір Балха і Тохаристану. Напевне, не мав достатньо здібності протистояти суперникові, втративши східний Хорасан. Це призвело у 1085 році до втручання в ситуацію султана Малік-шаха I, який переміг Текіш, взяв його у полон, а потім засліпив.
Згодом Тоган-шах мирно урядував в Хорасані. Тут був покровителем вчених та поетів. У 1092 році, після смерті Малік-шаха, ймовірно повалений ще одним братом — Арслан-Аргуном.